# Urząd Viöl
Urząd Viöl (niem. Amt Viöl) – urząd w Niemczech w kraju związkowym Szlezwik-Holsztyn, w powiecie Nordfriesland. Siedziba urzędu znajduje się w miejscowości Viöl.
W skład urzędu wchodzi 13 gmin:
1. Ahrenviöl
2. Ahrenviölfeld
3. Behrendorf
4. Bondelum
5. Haselund
6. Immenstedt
7. Löwenstedt
8. Norstedt
9. Oster-Ohrstedt
10. Schwesing
11. Sollwitt
12. Viöl
13. Wester-Ohrstedt